# Iput I
Iput I (fl. XXIV secolo a.C.) è stata una regina egizia della VI dinastia.

## Biografia

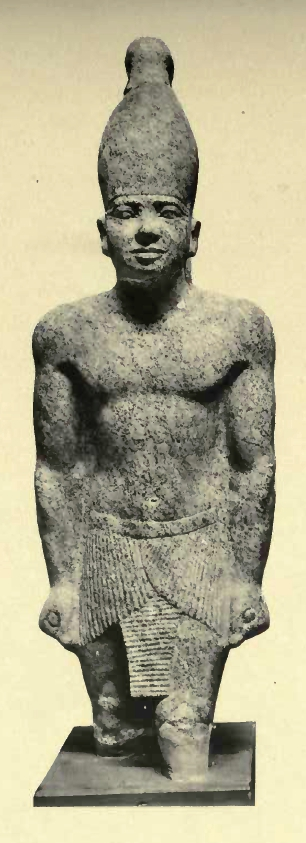
Statua di re Teti, rinvenuta da James Edward Quibell presso la sua piramide a Saqqara. Museo egizio del Cairo (JE 39103)

Iput I fu una figlia del faraone Unis (o Unas), della V dinastia egizia. Sua madre fu la regina Khenut (altri ipotizzano la regina Nebet, pure lei consorte di Unis). Andò in sposa a Teti, primo faraone della VI dinastia egizia, cui diede numerosi figli fra cui il suo secondo successore, Pepi I. L'altro figlio, nato dopo Pepi, fu Nebkauhor. Numerose le figlie, tutte chiamate come la regina madre di Teti: Sesheshet Waatetkhethor, Sesheshet Idut, Sesheshet Nubkhetnebty, Sesheshet Sathor.
La regina Iput I è raffigurata insieme al figlio Pepi su una stele a Copto. I resti di Iput I, rinvenuti nella sua piramide presso quella di Teti, sono quelli di una donna di mezza età.

## Titoli
I titoli di Iput I in quanto figlia di un faraone furono: Figlia del Re dell'Alto e Basso Egitto, Figlia del Corpo del Re, Figlia del Dio, Figlia di Questo Dio.
In quanto sposa di un faraone, furono: Sposa del Re Sua Amata, Compagna di Horus, Grande dello Scettro Hetes, Colei Che vede Horus e Seth, Grande di lodi.

Da regina madre del faraone Pepi I: Madre del Re, Madre del Duplice Re, Madre del Re-della Piramide di Mennefer Pepi.

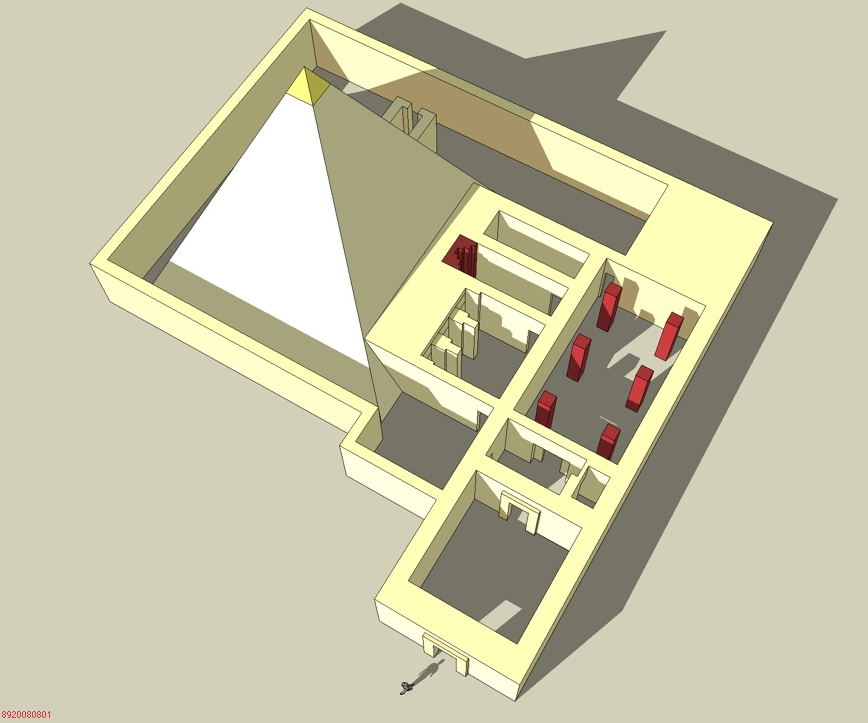
Ricostruzione della piramide di Iput I.

## Sepoltura
Iput I fu sepolta a Saqqara, in una piramide presso quella di Teti. Insieme alla piramide della regina Khuit II, altra sposa di Teti, fu scoperta dall'archeologo francese Victor Loret fra il luglio del 1897 e il febbraio del 1899.
La camera sepolcrale conteneva un sarcofago in roccia calcarea e un feretro ligneo, con all'interno i resti di una donna matura. Vari elementi del corredo funerario si sono conservati: vasi canopi, un poggiatesta, un bracciale d'oro ancora al braccio della regina. Tali reperti sono conservati al Museo egizio del Cairo. Furono rinvenuti inoltre dei vasi in lucida ceramica rossa e un calice in cristallo di rocca, oltre a modellini navali e utensili originariamente rivestiti d'oro.